# Урсерешть
Урсерешть, Урсерешті (рум. Ursărești) — село у повіті Ясси в Румунії. Входить до складу комуни Рекітень.
Село розташоване на відстані 297 км на північ від Бухареста, 53 км на захід від Ясс.

## Населення
За даними перепису населення 2002 року у селі проживали 180 осіб, усі — румуни. Усі жителі села рідною мовою назвали румунську.